# Голландець Шульц
Голландець Шульц (ім'я при народженні — Артур Саймон Флегенхаймер; 6 серпня 1901 — 24 жовтня 1935) — американський мафіозі. Перебуваючи в Нью-Йорку в 1920-х і 1930-х роках, він заробив статки на діяльності, пов'язаній з організованою злочинністю, включаючи бутлегерство та рекет. Його позиції були ослаблені двома процесами щодо ухилення від сплати податків під керівництвом прокурора Томаса Дьюї та загрозою з боку Лакі Лучано. Намагаючись уникнути засудження, Шульц попросив Комісію дозволити вбити Дьюї, на що отримав відмову. Коли Шульц всупереч зробив спробу вбити Дьюї, Комісія покарала його вбивством в 1935 році.

## Ранні роки
Народився 6 серпня 1901 року в сім'ї німецьких єврейських іммігрантів Германа та Емми (Ной) Флегенхаймер, які одружилися на Манхеттені 10 листопада 1900 року. Мав молодшу сестру Олену, 1904 р.н. Герман Флегенхаймер, очевидно, покинув свою сім'ю, і Емма внесена до списку розлучених у переписі населення США 1910 року . (Однак у своїй петиції про отримання громадянства США 1932 року вона написала, що її чоловік помер у 1910 році — хоча неясно, помер він до чи після перепису населення США 1910 року .) Ця подія травмувала молодого Флегенхаймера, який до кінця життя заперечував, що його батько покинув сім'ю. Флегенхаймер кинув школу у восьмому класі, щоб утримувати себе та свою матір. У період з 1916 по 1919 рік він працював постачальником та прес-мастером у Clark Loose Leaf Company, Caxton Press, American Express та Schultz Trucking у Бронксі .

### Кримінальний початок
Коли Флегенхаймер почав працювати у місцевому нічному клубі, що належав дрібному мафіозі, він почав грабувати ігри в кости, перш ніж перейти до крадіжки зі зломом. Зрештою його спіймали на проникненні в квартиру і відправили до в'язниці на острові Блеквелл (нині острів Рузвельта). Фотографію Флегенхаймера/Шульца, якій було 18 років, було опубліковано в книзі 2010 року New York City Gangland. Він виявився таким некерованим в'язнем, що його перевели на робочу ферму у Вестгемптоні, Лонг-Айленд. Після того, як його знову схопили, йому додали ще два місяці до покарання.
Флегенхаймер був умовно-достроково звільнений 8 грудня 1920 року і повернувся до роботи в Schultz Trucking. З прийняттям Закону Волстеда і початком «Сухого Закону» в Сполучених Штатах, судноплавна компанія почала контрабанду алкогольних напоїв і пива в Нью-Йорк з Канади. Це призвело до того, що Флегенхаймер почав спілкуватися з відомими злочинцями. У той же час Флегенхаймер став більш відомим як «голландський» Шульц (голландська мова є спотворенням «Deutsch»). Після конфілікту він залишив Schultz Trucking і пішов працювати на їх італійських конкурентів.

## Злочинна кар'єра

### Бутлегер
У середині 1920-х Шульц почав працювати викидайлом в Hub Social Club, невеликому спікері в Бронксі, що належав гангстеру на ім'я Джоуі Ноу. Ное був вражений нещадністю Шульца і його репутацією жорстокої людини, коли він втрачав самовладання, і він зробив його партнером. Разом вони незабаром відкрили більше нелегальних питних закладів у Бронксі. Використовуючи власні вантажівки, щоб зменшити високі витрати на доставку, вони привезли пиво, виготовлене Френкі Данном, пивоваром з Юніон-Сіті, штат Нью-Джерсі . Шульц часто їздив на рушниці, щоб охороняти вантажівки від викрадачів.
Шульц і Ноу незабаром довелося мати справу з братами Джоном і Джо Рок, які вже керували бутлегерською справою в Бронксі. Спочатку брати відмовилися купувати пиво у Ное і Шульца, але вре шті-решт Джон, старший брат, погодився співпрацювати; однак його молодший брат Джо відмовився. Одного разу вночі банда Ное-Шульца викрала Джо, побила його і повісила за великі пальці на м'ясорубці. Потім вони нібито обмотали йому очі марлевою пов'язкою, змащеною виділеннями від гонорейної інфекції. Як повідомляється, його родина заплатила 35 000 доларів за його звільнення. Незабаром після повернення він осліп. З тих пір банда Ное-Шульца не зустріла спротиву, коли поширилася по всьому Бронксі. Бутлегерство під час заборони зробило Шульца дуже багатим.

### Бандитські війни
Справа Ное та Шульца, яка почала процвітати в Бронксі, незабаром стала єдиною бандою, здатною конкурувати з мережею італійських злочинних синдикатів, що належала п'ятьом сім'ями мафії. Коли банда поширилася з Бронкса до Верхнього Вест-Сайду Манхеттена та районів Вашингтон-Хайтс, Йорквілл і Гарлем, вони перенесли свою штаб-квартиру на Східну 149-у вулицю в Бронксі. Однак цей нахабний крок призвів до контрабандної війни з нью-йоркською ірландською мафією на чолі з Джеком «Ноги» Даймондом .
Вранці 16 жовтня 1928 року Ное був застрелений кількома пострілами біля замку Мадрид на 231 West 54th. Незважаючи на тяжке поранення, він зумів відкрити вогонь у відповідь. Було помічено, що синій Cadillac врізався в кілька припаркованих автомобілів і втратив одну зі своїх дверей, перш ніж втекти з місця події. Коли поліція знайшла машину через годину, вони виявили тіло Луїса Вайнберга (не має відношення до членів банди Шульца Абрахама «Бо» Вайнберга та Джорджа Вайнберга) на задньому сидінні. Рани Ное інфікувалися, і він помер 21 листопада . Шульц залишився розлюченим і збентеженим через втрату свого друга і наставника.
Відплата почалася через кілька тижнів, коли 6 листопада 1928 року біля службового входу в готель Park Central був знайдений смертельно застреленим Арнольд Ротштейн, головокружитель єврейської мафіі . Хоча Джордж «Горб» Макманус нібито вбив Ротштейна через безнадійний борг із азартними іграми, вважається, що Шульц замовив вбивство у відплату за смерть Ноу. Цю теорію підтверджує той факт, що першою, кому Макманус подзвонив після вбивства, був адвокат Шульца Діксі Девіс . Потім довірений лейтенант Шульца, Бо Вайнберг, підхопив Макмануса і відігнав його з місця вбивства. Пізніше Макмануса звільнили від вбивства.
12 жовтня 1930 року Legs Diamond був застрелений і поранений в готелі Monticello на Вест-Сайді Манхеттена. Двоє озброєних людей силою проникли в кімнату Даймонда і вистрілили в нього п'ять разів, перш ніж втекти. Все ще в піжамі, Даймонд похитнувся в коридор і впав. На запитання комісара поліції Нью-Йорка, як йому вдалося вийти з кімнати, Даймонд сказав, що спочатку випив дві порції віскі. Даймонда терміново доставили в поліклінічну лікарню на Манхеттені, де він врешті одужав. 30 грудня 1930 року Діаманта виписали з поліклініки. Одужавши від поранень, він залишив Нью-Йорк для тривалого перебування в Європі. Під час його відсутності його банда була змушена покинути місто. Коли він повернувся додому, Даймонд почав вирізати для себе нову територію в Олбані . У грудні 1931 року він був убитий двома озброєними людьми в дешевій кімнаті в Олбані на Дав-стріт, 67 .
Шульц також мав справу з міжусобними конфліктами всередині власної банди. У 1930 році один із силовиків Шульца, Вінсент Колл, зажадав зробити його рівноправним партнером. Це сталося тому, що члени банди Шульца отримували фіксовану зарплату замість звичайного відсотка від вилучення — унікальна домовленість у порівнянні з іншими великими бандами організованої злочинності . Коли Шульц відмовився, Колл сформував власну команду з кінцевою метою вбити Шульца та захопити його територію. У кривавій війні банд, що послідувала, Колл втратив свого старшого брата Піта і отримав у пресі прізвисько «Скажений пес» після того, як дитина була вбита під час невдалого замаху, скоєного його бандою. У лютому 1932 року Колла заманили в пастку. Поки він дзвонив у телефонну будку аптеки, озброєні люди увійшли в магазин і застрелили його з кулемету. Серед вбивць, можливо, були Едвард «Товстун» Маккарті та брати Бо та Джордж Вайнберги.

### Рекетир
З припиненням заборони Датчу Шульцу довелося знайти нові джерела доходу. Його відповідь прийшла з Отто «Аббадабба» Берманом і ракеткою з номерами Гарлема . Ракетка з числами, попередник лотерей «Вибери 3», вимагала від гравців вибрати три числа, які потім виводилися з останнього числа перед десятковою в ручці (загальна сума ставки), що береться щодня в Belmont Park . Берман був бухгалтером середніх років і знавцем математики, який допоміг Шульцу виправити цю ракетку. За лічені секунди Берман міг подумки розрахувати мінімальну суму грошей, необхідну Шульцу, щоб зробити ставку на трасі, щоб змінити коефіцієнти в останню хвилину. Ця стратегія гарантувала, що Шульц завжди контролював, які номери перемагали, гарантуючи більшу кількість невдах у Гарлемі та неоподатковуваний прибуток Шульца в розмірі мільйонів доларів на місяць. Повідомляється, що Берману платили 10 000 доларів на тиждень (equivalent to $155,000 у 2020 році).
Разом із політичним рекетом Шульц почав вимагати власників та працівників нью-йоркських ресторанів. Шульц, працюючи через величезного гангстера на ім'я Жюль Модгілевський, також відомого як Джулі Мартін, уклав угоди з лідерами Офіціантів Local 16 і Cafeteria Workers Local 302, щоб вимагати гроші, змусивши власників ресторанів приєднатися до асоціації власників столичних ресторанів і кафе, роботодавця. асоціації, яку заснував Шульц. Ті, хто відмовлявся приєднатися до Асоціації, стикалися з непомірними вимогами про заробітну плату від профспілок, а потім страйками та вибухами. Тоді Столична асоціація втрутилася, щоб домовитися про врегулювання страйку, уклавши контракт на низьку заробітну плату за умови, що роботодавець приєднається до Асоціації. Мартін/Моджілевський успішно витягнув за Шульца тисячі доларів данини та «зборів» від тероризованих власників ресторанів.
Під час судового процесу над Шульцом (див. нижче) він почав підозрювати, що Мартін брав участь у операції по втручанню; Шульц нещодавно виявив нерівність у 70 000 доларів у книгах. Увечері 2 березня 1935 року Шульц запросив Мартіна на зустріч до готелю «Гармонія» в Кохос, Нью-Йорк . На зустрічі, на якій також були присутні головний силовик Бо Вайнберг і адвокат мафії Діксі Девіс, Мартін войовничо заперечив звинувачення Шульца і почав з ним сперечатися. Під час суперечки обидва чоловіки сильно пили, і Шульц вдарив Мартіна кулаками. Нарешті, Мартін визнав, що взяв 20 000 доларів, на які, на його думку, все одно мав «право». Діксі Девіс розповіла, що сталося далі: Коли Мартін викривився на підлозі, Шульц вибачився перед Девісом за те, що вбив когось на його очах. Коли пізніше Девіс прочитав газетну розповідь про вбивство Мартіна, він був шокований, коли дізнався, що тіло знайшли на сніговому валу з десятком ножових поранень грудей. Коли Девіс запитав про це, Шульц відповів невимушено: «Я вирізав йому серце».

### Суди за ухилення від сплати податків
На початку 1930-х років прокурор США Томас Дьюї намагався засудити Шульца за несплату федеральних податків . Шульц був звинувачений у Нью-Йорку в січні 1933 року і став утікачем. (Згодом Дьюї залишив Міністерство юстиції, спочатку для приватної практики, потім як призначений державою спеціальний прокурор і прокурор) Шульц здався в Олбані, штат Нью-Йорк, у листопаді 1934 року. Це було частиною його плану перенести судові процеси з Нью-Йорка на північну частину штату. Його перший судовий процес щодо ухилення від сплати податків у Сіракузах закінчився повішеними присяжними, багато хто припускав, що він підкупив присяжних. Його чекає повторний суд у Мелоуні, штат Нью-Йорк .
Після того, як справа перейшла до другого судового розгляду, Шульц швидко почав представляти себе жителям міста Мелоун як сільський сквайр і добрий громадянин. Він жертвував готівкою місцевим підприємствам, дарував іграшки хворим дітям, проводив інші благодійні акції. Стратегія спрацювала, оскільки наприкінці літа 1935 року його виправдали в ухиленні від сплати податків Мер Нью-Йорка Фіорелло Ла Гуардіа був настільки обурений вироком, що видав наказ про арешт Шульца на місці, якщо він повернеться до міста. В результаті Шульц був змушений перенести свою базу операцій через річку Гудзон до Ньюарка .

## Падіння і смерть

### Зрада
Оскільки витрати на оборону на боротьбу з його податковою справою зростали, Шульц визнав необхідним зменшити комісію, яку він сплачував тим, хто керує його політикою, щоб підтримати те, що він називав «Фондом захисту Артура Флегенхаймера». Така тактика розлютила учасників і контролерів ігор, які, незважаючи на погрози насильством за будь-яку незгоду, найняли зал, провели масовий мітинг протесту та оголосили своєрідний страйк. Дуже швидко грошовий потік висихав, і Шульц був змушений відступити, що назавжди зіпсувало відносини між його бандою та їхніми однодумцями.
Бо Вайнберг, старший лейтенант Шульца, був настільки стурбований сумою грошей, яку Шульц брав із рекету для фінансування свого юридичного захисту, що звернувся за порадою до боса мафіозу Нью-Джерсі Лонгі Цвілмана, який зв'язав його з гангстером сицилійського походження. Чарлі «Лакі» Лучано . Угода, якої хотів Вайнберг, полягала в тому, щоб зберегти відсоток і зберегти загальний контроль над бандою Шульца. Однак Лучано планував зруйнувати рекет і територію банди серед своїх однодумців, як тільки Шульца засудять за ухилення від сплати податків. Вважаючи, що обвинувальний вирок був передбачуваним під час другого судового процесу, Лучано та його союзники реалізували свій план, щоб взяти під контроль. Їхній план не зустрів незначного опору через триваючі погані почуття через спроби скорочення зарплати та підтримку Вайнберга.
Однак після того, як Шульц був виправданий, він швидко домовився про зустріч з Лучано через Комісію, щоб прояснити ситуацію. Шульц навіть перейшов у римо-католицизм, щоб затишно налаштуватися на Лучано. Лучано заспокоїв Шульца, пояснивши, що вони просто «доглядали за магазином», поки він був відсутній, щоб переконатися, що все пройшло гладко і що повний контроль над його ракетками буде повернуто Шульцу, як тільки спека вщухне. Публічно Шульц був змушений прийняти цю версію подій через постійну увагу з боку правоохоронних органів і Томаса Дьюї, нині спеціального прокурора, призначеного LaGuardia. Через місяць після виправдання його старшого лейтенанта Бо Вайнберга більше не бачили після того, як він вийшов з нічного клубу в центрі Манхеттена.
Шульц запропонував Національному синдикату злочинності, конфедерації мафіозів, убити Дьюї. Лучано стверджував, що вбивство Дьюї прискорить масові розгони правоохоронних органів. Пізніше комісія одноголосно проголосувала проти цієї пропозиції. Розлючений Шульц сказав, що все одно вб'є Дьюї, і пішов із зустрічі. Лідер Murder, Inc. Альберт Анастасія звернувся до Лучано з інформацією про те, що Шульц попросив його перевіряти багатоквартирний будинок Дьюї на П'ятій авеню. Почувши цю новину, Комісія провела дискретне засідання для обговорення цього питання. Після шести годин обговорення Комісія наказала Луїсу Бухалтеру ліквідувати «Голландця».

### Вбивство
Шульц був застрелений 23 жовтня 1935 року, коли він разом із Отто Берманом, своїм бухгалтером, був у ресторані Palace Chop House на Іст-Парк-стріт, 12 у Ньюарку, штат Нью-Джерсі; Ейб Ландау, його новий старший лейтенант; і його особистий охоронець Бернард «Лулу» Розенкранц . Поки Шульц був у ванній кімнаті, двоє вбивць компанії Murder, Inc. на ім'я Чарльз «Буг» Уоркмен та Емануель «Менді» Вайс увійшли до закладу.
Уоркмен і Вайс увійшли в задню кімнату ресторану, де кілька разів стріляли в членів банди Шульца. Берман впав одразу після того, як його застрелили. Сонна артерія Ландау була розірвана кулею, яка пройшла через його шию, і Розенкранц був неодноразово влучений в упор . Проте, незважаючи на поранення, обидва гангстери піднялися на ноги, відкрили вогонь у відповідь і вигнали вбивць з ресторану. Вайс заскочив у автомобіль для втечі і наказав водієві покинути Воркмена. Ландау вигнав Воркмана з бару і випустив у нього пістолет, але промахнувся. Після того, як Воркман втік пішки, Ландау нарешті впав на сусідній сміттєвий бак.
Свідки кажуть, що Шульц, хитаючись, вийшов з ванної, схопившись за бік, і сів за стіл. Він покликав усіх, хто його чув, викликати швидку допомогу. Розенкранц підвівся на ноги і зажадав, щоб бармен, який сховався під час перестрілки, дав йому роздачу. Розенкранц викликав швидку допомогу, перш ніж втратив свідомість.
Коли прибула перша швидка допомога, медики встановили, що Ландау і Розенкранц були найбільш серйозними пораненими і їх потрібно було негайно доставити до міської лікарні Ньюарка. Була викликана друга швидка допомога, щоб відвезти Шульца та Бермана. Берман був без свідомості, але Шульц точав, то втрачав розум, оскільки поліція намагалася втішити його та отримати інформацію. Оскільки у медиків не було знеболюючих засобів, Шульцу дали бренді, щоб полегшити його страждання. Коли друга швидка допомога прибула з міської лікарні Ньюарка, Шульц дав стажеру в машині швидкої допомоги 3000 доларів готівкою, оскільки він думав, що він помирає, і сказав, що це не принесе йому ніякої користі, куди він їде. Після операції, коли здавалося, що Шульц може жити, інтерн так хвилювався, що Шульц повернеться за готівкою, що передав гроші. Ландау і Розенкранц відмовилися щось говорити поліції, поки Шульц не дасть їм дозволу після того, як він прибув у другій машині швидкої допомоги. Навіть тоді вони надали поліції лише мінімальну інформацію.
О 2:20 ночі Отто Берман, найстарший і найменш здоровий з чотирьох чоловіків, помер першим. Ейб Ландау помер від знекровлення о 6 годині ранку. Коли Розенкранца доставили на операцію, хірурги були настільки недовірливі, що Розенкранц все ще був живий, незважаючи на втрату крові та балістичну травму, що не знали, як його лікувати. Від отриманих поранень він помер через 29 годин після стрілянини.

### Смерть
Шульц був хрещений і отримав останні обряди від католицького священика на його прохання безпосередньо перед операцією. Шульц затримався майже на один день, розмовляючи в різних станах прозорості зі своєю дружиною, матір'ю, священиком, поліцією та персоналом лікарні, перш ніж помер від перитоніту 24 жовтня 1935 року.
Шульцу було дозволено поховати його на римо-католицькому кладовищі «Ворота небес» у Готорні, округ Вестчестер, штат Нью-Йорк, але на прохання його матері- ортодоксальної єврейки тіло Шульца було задрапіровано талітом, традиційною єврейською молитовною хусткою.
У 1941 році Чарльз Воркман був засуджений за вбивство Шульца. Будівля, в якій розміщувався палац Чоп Хаус, була знесена у 2008 році .

## Заключні слова і спадок

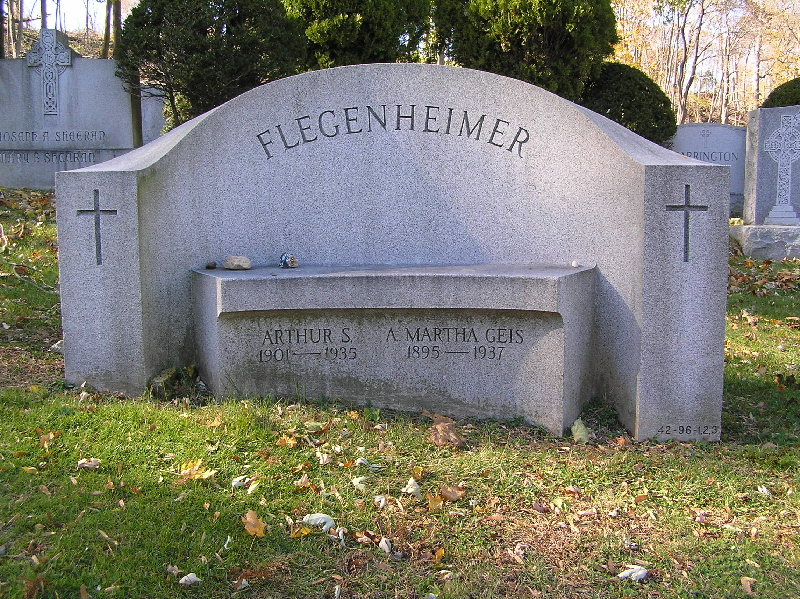
Надгробна плита Голландського Шульца на кладовищі «Брама Небес», Готорн, Нью-Йорк

Останніми словами Шульца було дивний потік свідомості, сказаний на його лікарняному ліжку до поліцейських, які намагалися заспокоїти його та допитати, щоб отримати корисну інформацію. Хоча поліція не змогла вилучити з Шульца нічого зв'язного, його роздуми повністю розшифрував поліцейський стенографіст. До них належать:
Хлопчик ніколи не плакав… і не розбивав тисячу кіл.
Ви можете грати в валети, а дівчата роблять це з м'яким м'ячем і роблять з ним трюки.
Ой, собаче печиво, а коли він щасливий, він не роздратований.
Останні слова Шульца надихнули ряд письменників присвятити пов'язані з ними твори. Автор «Біт-покоління» Вільям С. Берроуз опублікував сценарій у формі роману під назвою «Останні слова Голландця Шульца» на початку 1970-х років, тоді як Роберт Ши та Роберт Антон Вілсон пов'язали слова Шульца з глобальною змовою, пов'язаною з ілюмінатами, зробивши їх основною частиною 1975-х років. Іллюмінатус! Трилогія . (У розповіді Вілсона та Ши роздуми Шульца є закодованим повідомленням.) У своїй антології «Пародії» 1960 року Дуайт Макдональд представляє останні слова Шульца як пародію на Гертруду Стайн. У романі «Біллі Батгейт» головний герой використав підказки з роздумів Шульца на смертному ложі, щоб знайти його приховані гроші.
Незважаючи на те, що банда Шульца мала бути калікою, кілька його соратників вижили вночі. Мартін «Марті» Кромп'є, якого Шульц залишив керувати своїми інтересами на Манхеттені, переховуючись у Нью-Джерсі, пережив замах у ту ж ніч, що й стрілянина в Palace Chop House. Жодного очевидного замаху на життя ірландсько-американського мафіозі Джона М. Данна, який згодом став зятем мафіозі Едварда Дж. Макграта та могутнього члена ірландської мафіозі Hell's Kitchen, не було .
Після смерті Шульца було виявлено, що він і його дружина ніколи не проходили офіційну церемонію шлюбу, а можливе існування іншої дружини виявилося після того, як серед його речей у готелі, де він перебував, знайшли листи та фотографії іншої жінки та дітей. перебування в Ньюарку. Це так і не було вирішено, оскільки його цивільна дружина відмовилася говорити про це, а таємнича жінка так і не виступила. Дві інші жінки також зателефонували в морг, щоб отримати його речі, але їх особи так і не були встановлені. Хоча він оцінювався в 7 мільйонів доларів, коли він помер, жодних слідів грошей так і не знайшли.
Незадовго до своєї смерті, побоюючись, що через зусилля Дьюї він потрапить у в'язницю, Шульц доручив спорудити спеціальний герметичний та водонепроникний сейф, куди він поклав 7 мільйонів доларів готівки та облігацій (еквівалентно 132 мільйонам доларів у 2020 році). Потім Шульц і Розенкранц відвезли сейф у невідоме місце десь у північній частині штату Нью-Йорк і закопали його. На момент його смерті сейф все ще був закопаний; оскільки не існувало жодних доказів того, що Шульц або Розенкранц коли-небудь комусь розкривали місцезнаходження сейфа, точне місце, де був похований сейф, померло разом з ними. Кажуть, що вороги Шульца провели залишок свого життя в пошуках сейфа. Оскільки сейф так і не був знайдений, мисливці за скарбами щорічно поверталися в гори Катскілл для пошуків. Однією з таких зустрічей став документальний фільм Digging for Dutch: The Search for the Lost Treasure of Dutch Schultz .

## У масовій культурі
Кілька акторів зіграли Датча Шульца в кіно та на телебаченні: Вік Морроу у «Портреті мафіозі» (1961), Вінсент Гарденія в «Безумний пес Колл» (1961), Джеймс Ремар у «Клубі „Коттон“» (1984), Дастін Гоффман у фільмі «Біллі Батгейт» (1991), і Тім Рот у фільмі Hoodlum (1997).
На телебаченні в епізодах «Недоторканих» 1959 року «Вінсент „Скажений пес“ Колл», «Голландська історія Шульца» та «Діамант Джека „Ноги“ Шульца» зіграв Лоуренс Добкін. У серіалі 1993—1994 років <i id="mwASU">«Недоторкані"</i> його зіграв Сі Осборн в епізоді 1993 року «Атака на Нью-Йорк».
18 листопада 2020 року відбулася прем'єра епізоду PBS Secrets of the Dead під назвою «Золото гангстера», в якому детально описано розслідування та полювання на втрачений скарб Голландця.